# Emilio Díaz Herrera
Emilio Díaz Herrera (Granja de Torrehermosa, 21 de enero de 1932) - (Ibidem, 17 de noviembre de 2017) fue un escritor y poeta español. A lo largo de su vida escribió numerosos libros de poemas, pensamientos, cuentos y relatos.

## Biografía
Nació en la localidad pacense de Granja de Torrehermosa el 21 de enero de 1932. Sus padres se llamaban Emilio y Victoriana. Era el menor de cuatro hermanos: Juan, María Josefa y Presenta.
Al terminar sus estudios comenzó a trabajar con su padre, Agente Comercial Colegiado y, siguiendo su trayectoria, fue dado de alta en el Colegio Oficial de Agentes Comerciales de Badajoz en el año 1956. Trabajando duro creó su propio negocio, "Almacenes de Comestibles, Bebidas y Distribuciones". Desde su jubilación, participa activamente en la publicación de poesías, cuentos, pensamientos y relatos en diferentes medios de comunicación y en las revistas locales.
Falleció a los 85 años en su localidad natal.

## Obras
- Detrás de ti sigo andando
- Relatos de la infancia de un niño del siglo pasado